# SAVIEM SG 220
Le SAVIEM SG 220 est un autobus urbain articulé, commercialisé sous la marque Saviem de 1978 à 1983. C'est en fait un MAN SG 220 rebadgé.

## Histoire
Au milieu des années 1970, le développement du trafic des transports en commun des grandes villes est tel que, dès 1978, les premiers autobus articulés (avec un soufflet), font leur apparition. Le groupe Renault V.I. opère toujours à travers la marque Saviem, pour répondre aux demandes et éviter l'importation de véhicules de marques étrangères. Les premiers autobus articulés de grande capacité ont été mis en service en Italie et en Allemagne dès les années 50.
En 1978, Saviem présente le SG 220, en fait, il s’agit du MAN SG-220 rebadgé Saviem en France. C'est un des tout premiers autobus articulés français bien avant le Renault PR 180 sorti en 1980. Le seul apport français dans cet autobus est l'aménagement intérieur avec des sièges Chardon et la peinture de la carrosserie confiée par SAVIEM au carrossier alsacien Gangloff basé à Colmar.

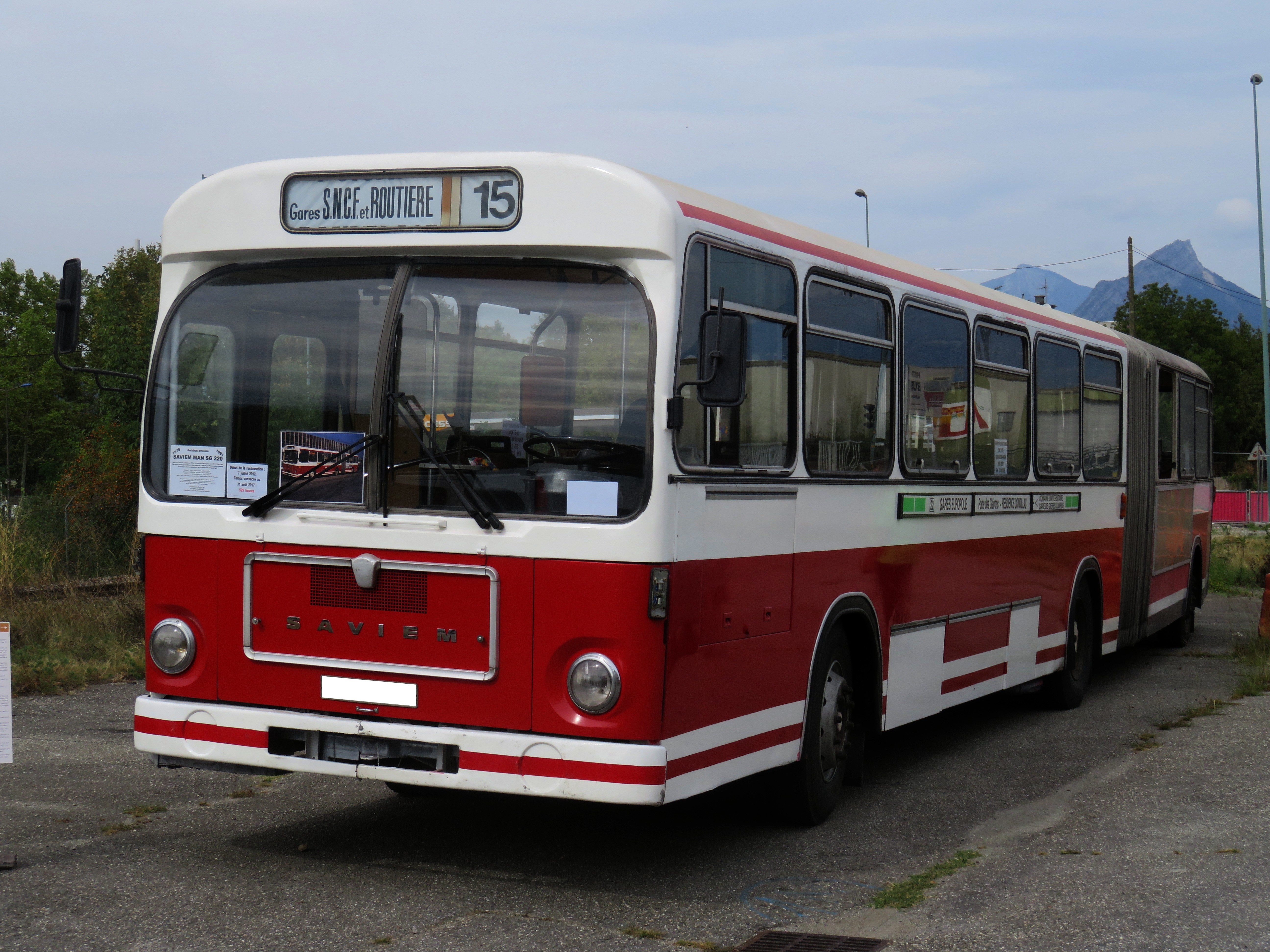
Saviem SG 220 (SEMITAG de Grenoble)

### Histoire du MAN SG 220
En 1978, le constructeur allemand MAN lance la production du MAN SG 220 qui remplace le MAN SG 192. La remorque est fabriquée par Göppel Bus et la face avant par Stülb. Ce véhicule est le dernier modèle MAN en Allemagne avec le moteur placé sous le plancher. En 1980, MAN lance celui qui sera son remplaçant, le MAN SG 240 H. La production du SG-220 cesse en 1983.
Le MAN SG 220 est un autobus articulé conçu et fabriqué par le constructeur allemand MAN entre 1978 et 1983, disponible avec deux, trois ou quatre portes et deux longueurs différentes 16,5 et 18 mètres. Le bus a également été exporté vers différents pays et construit localement sous licence en France, en Slovénie, en Turquie et aux États-Unis.

## Le MAN SG 220 made in USA
Sur le marché américain, afin de satisfaire aux exigences "Buy America" de la « Urban Transport Transportation Administration » pour les véhicules subventionnés par le gouvernement fédéral, les autobus ont été expédiés en CKD partiel puis assemblés et aménagés selon les demandes aux États-Unis par AM General au Texas jusqu'en 1979.
AM General a résilié le contrat de coentreprise prenant effet après la livraison des bus du métro de Seattle et MAN a ouvert une usine à Cleveland, en Caroline du Nord, en octobre 1981, d'une capacité de 400 autobus par an, pour produire le SG 220 et son dérivé, le SG 310 à partir de 1981. Cette usine n'a produit que 112 autobus en 8 ans. MAN s'est retiré du marché américain des autobus urbains en 1988 après qu'une commande d'autobus pour Chicago ait été bloquée par une injonction. L’usine de Cleveland a été revendue en 1989 à Freightliner Trucks, filiale de Daimler-Benz.
Au total, 511 exemplaires du SG 220 ont été produits aux États-Unis dont 399 par AM General.